# Стёрдж, Джозеф
Джозеф Стёрдж (англ., Joseph Sturge, 1793—1859) — английский квакер, аболиционист и активист. Основатель «Британского и международного общества против рабства» (в настоящее время «Интернационал против рабства»). Большую часть жизни принимал участие в радикальных политических акциях в поддержку идей пацифизма, прав рабочего класса и повсеместного предоставления гражданских прав рабам. В конце 1830-х годов он опубликовал две книги о системе «ученичества» для рабов на Ямайке, которые помогли убедить британский парламент утвердить более раннюю дату отмены рабства. На Ямайке совместно с баптистами Стёрдж также помогал основывать «свободные деревни» для обеспечения освобожденных рабов жильем. Одна из них была названа «Стёрджтаун» в его честь.

## Начало деятельности
Джозеф Стёрдж, родился в семье фермера из Эльбертона, Глостершир (Англия). В 1822 году отправился в Бирмингем с целью поиска работы. Будучи членом Религиозного общества Друзей (более известны как квакеры), отказался от возможности заниматься переработкой зерна, используемого для производства алкогольных напитков, хотя впоследствии выступал комиссионером в сделках по продаже кукурузы.
В 1835 году был утвержден членом муниципального совета в быстро развивающемся промышленном Бирмингеме. Выступал против строительства городского концертного зала в Бирмингеме как места проведения музыкальных представлений, поскольку был убежден в неприемлемости исполнения священных ораторий в принципе. Интересовался ситуацией, сложившейся на Ямайке, в частности, условиями жизни рабов. Несколько раз посещал этот остров и был непосредственным свидетелем ужасов рабства, а также злоупотреблений в рамках системы «ученичества», созданной для контроля над трудом всех бывших рабов старше шести лет. Совместно с вест-индскими и английскими баптистами добивался отмены рабства и предоставления гражданских прав рабам.
В 1838 году после повсеместного предоставления частичных гражданских прав бывшим рабам Стёрдж заложил первый камень в фундамент «Школы освобождения» в Бирмингеме. На этом мероприятии присутствовали представители Объединенной баптистской воскресной школы и баптистские служители города.
В 1839 году его деятельность была отмечена установкой мраморного памятника в часовне баптистской миссии в Фалмуте, Ямайка, который был посвящен «Освобожденным сынам Африки».

## Кампания против контрактной системы «ученичества»
После принятия в 1833 году закона об отмене рабства в британских владениях плантаторы-владельцы рабов в Вест-Индии пролоббировали отсрочку освобождения взрослых на двенадцать лет в форме контракта. Дети рабов в возрасте до шести лет были освобождены новым законом от 1 августа 1834 года, но дети старшего возраста и взрослые должны были некоторое время продолжать работать. Эта система в принятом в 1833 году Британском акте о предоставлении свободы рабам получила название «контракт на ученичество». Стёрдж вел кампанию против этой схемы, откладывающей реальное освобождение рабов.
Его работа по ускорению предоставления гражданских прав взрослым рабам поддерживалась квакерами-аболиционистами, в том числе Уильямом Алленом, а также лордом Брумом и другими. Брум в своем выступлении перед Палатой лордов признал основную на тот момент роль Стёрджа в пропаганде идей об отмене рабства в Британии.
В 1834 году Стёрдж отправился в Вест-Индию для изучения ситуации, сложившейся вокруг системы «ученичества». Он намеревался открыть ее для критики, поскольку не был согласен с мнением о необходимости промежуточного этапа на пути к предоставлению гражданских прав. Он ездил по Вест-Индии и напрямую общался с рабами, работавшими по системе «ученичества», их владельцами (плантаторами) и другими непосредственно вовлеченными в этот процесс лицами. По возвращении в Великобританию он опубликовал «Повествование о событиях, произошедших, начиная с первого августа 1834 г.». В нем он цитировал рассказ афро-карибского раба, которого назвал «Джеймс Уильямс», чтобы защитить от преследования.
Под данным текстом поставили свои подписи два свободных вест-индских негра и шесть человек, непосредственно вовлеченных в систему «ученичества». Как было принято в то время, его подлинность была подтверждена преподобным Томом Прайсом из Хакни, Лондон, который написал введение. После очередной поездки и дальнейшего изучения, Стёрдж опубликовал книгу «Территории Западной Индии в 1837 г.». В этой книге также подчеркивалась жестокость и несправедливость контрактной системы «ученичества». Будучи на Ямайке, Стёрдж сотрудничал с баптистскими церквями с целью основать «свободные деревни» и, таким образом, создать дома для освобожденных рабов, получивших гражданские права. Они планировали устроить так, чтобы общины находились вне контроля плантаторов.
В результате целенаправленной кампании Стёрджа, в рамках которой он публиковал детали жестокостей системы «ученичества» для пристыжения британского правительства, среди аболиционистов произошел серьезный скандал. Более радикальные участники движения жестко критиковали правительство. Хотя все участники движения имели одинаковые цели, Стёрдж и баптисты, в основном при поддержке нонконформистов, вели успешную и популярную кампанию по немедленному и повсеместному предоставлению гражданских прав. Вследствие этого британское правительство перенесло дату предоставления прав на 1 августа 1838 года. 12-летняя промежуточная система «ученичества» была отменена. Многие английские нонконформисты и вест-индские негры признают первое августа 1838 года в качестве истинной даты отмены рабства в Британской империи.

## Международная кампания по борьбе с рабством
В 1837 году, стремясь действовать независимо от Общества против рабства, решения в котором принимались на принципах консенсуса, Стёрдж основал «Центральную комиссию по освобождению негров». Впоследствии, в 1839 году, через год после отмены рабства в британских владениях (когда многие члены Общества по борьбе с рабством считали, что их работа завершена) Стёрдж с небольшой группой сторонников основал новое общество по борьбе с рабством. Они назвали его «Обществом против рабства в Британии и в мире». Оно было создано с амбициозной целью предоставить свободу и гражданские права рабам по всему миру. Сегодня это общество известно как Интернационал против рабства. Его работа далека от завершения, поскольку рабство, хоть и не является законным, в больших масштабах практикуется во многих странах.
В XIX веке первой крупной акцией Общества была организация первой международной конференции, посвященной проблеме отмены рабства. Она также известна как Всемирный конвент против рабства. Конференция состоялась в июне 1840 года в Лондоне. Другие подобные конференции были проведены в 1843 году в Брюсселе и 1849 году в Париже. Первый конвент проходил в здании одной из масонских лож. На нее прибыли делегаты из стран Европы, Северной Америки и Карибского бассейна, а также из британских владений — Австралии и Ирландии, хотя не присутствовало ни одного делегата из Африки. На нее были приглашены представители вест-индского населения из Гаити и Ямайки (тогда это были владения Великобритании), женщины-активистки из Соединенных Штатов и многие нонконформисты.

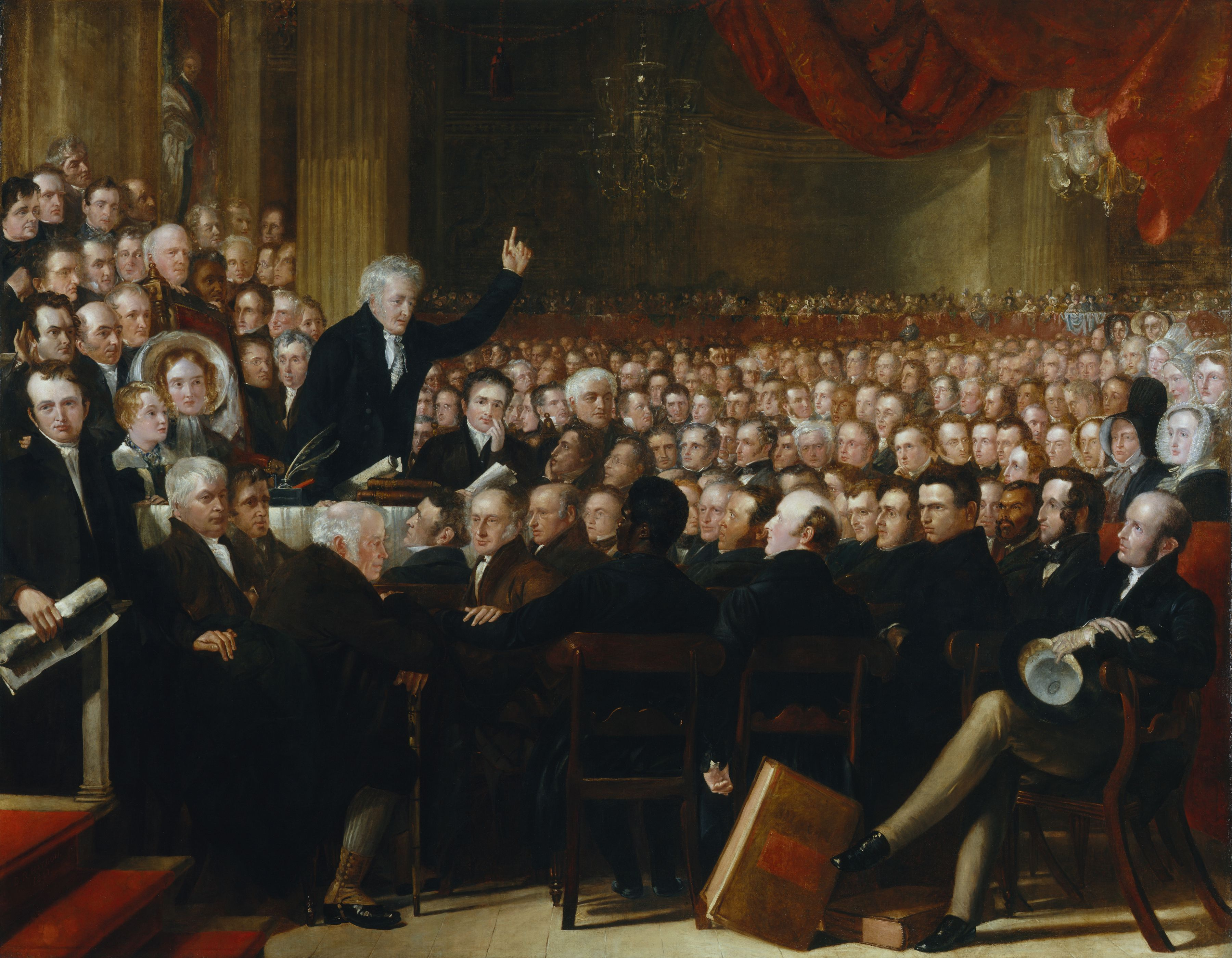
Всемирный конвент против рабства. Бенджамин Роберт Хейдон (1840)

По заказу Общества и «морально-радикальной» его части была написана большая картина с изображением того события. Она висит в Национальной портретной галерее в Лондоне по сей день. Политическое значение конференции заключается в реализации идеи создания по всему миру специальных групп, устанавливающих факты рабства. Она также помогла прояснить связь между британским бизнесом и банками и рабством в колониях.
Конференция оставила заметный след в истории суфражистского движения из-за того, что непосредственно перед ее открытием делегаты отказали женщинам в участии. Это побудило Лукрецию Мотт и Элизабет Кейди Стэнтон, аболиционисток из США, организовать в своей стране движение в защиту прав женщин. Э. Стэнтон, проводившая в тот момент свой медовый месяц, и Л.Мотт были активными участницами американского движения против рабства. Вопрос об участии женщин вызвал раскол между последователями Уильяма Гаррисона из Американского общества против рабства и Льюиса Таппана из Американского и международного общества против рабства. Последние были идеологически близки организации Стёрджа.
В 1841 году Стёрдж отправился в путешествие по Соединенным Штатам вместе с поэтом Джоном Гринлифом Уиттиером, чтобы ознакомиться, как в этой стране обстоят дела с рабством. В целях содействия отмене рабства в Америке он опубликовал свои выводы. В 1845 году, будучи кандидатом в парламент, Стёрдж едет в Ноттингем. Здесь он посетил воскресную школу Сэмюэля Фокса. Идея школы, в которой преподавалось не только Писание, но и базовые навыки чтения и письма, была взята на вооружение Стёрджем. Примерно в 1845 году он открывает аналогичную школу.

## Чартизм и Общество мира
По возвращении в Англию Стёрдж поддержал движение чартистов. В 1842 году он баллотировался в члены парламента в Ноттингеме, но победа осталась за Джоном Уолтером, владельцем газеты «Таймс».
В 1844 году он в качестве кандидата от движения чартистов участвовал в выборах в Бирмингеме, но несмотря на сильную поддержку во время предвыборных выступлений (преимущественно со стороны лиц, не обладающих правом голоса), оказался в конце выборного списка.
Затем он занялся вопросами миротворчества и разрешения конфликтов, которые были инициированы Генри Ричардом. Он помогал основать Общество мира. Кроме того, он сыграл важную роль в создании в 1855 году «Утренней звезды», газеты, которая пропагандировала идеи Общества мира и озвучивала его собственные прогрессивные социальные идеалы. В 1854 году он с двумя другими квакерами, Робертом Шарлетоном и Генри Пизом, отправился в Санкт-Петербург, чтобы по поручению Общества Друзей встретиться с царем Николаем I и попытаться предотвратить Крымскую войну.

## Личная жизнь
В 1834 году он женился на Элизе Круппер, сестре Джона Круппера. После ее смерти в 1846 году он женился на Ханне Дикинсон, сестре Бернарда Дикинсона, от брака с которой у него было пять детей. Его товарищ, квакер Стивен Генри Хобхаус, написал его биографию, назвав ее «Джозеф Стёрдж: его жизнь и работа».

## Смерть и память
Стёрдж умер в Бирмингеме в 1859 году. 4 июля 1862 года в центре Бирмингема ему был установлен памятник работы скульптора Джона Томаса.
24 марта 2007 года городские власти провели церемонию открытия обновленного мемориала.